# Versicherbarkeit
Unter Versicherbarkeit (englisch insurability) versteht man im Versicherungswesen, in der Versicherungswissenschaft und in der Wirtschaft die Möglichkeit, bestimmte Risiken dem Versicherungsschutz eines Versicherers zu unterwerfen.

## Allgemeines
Nicht alle im Alltag auftauchenden Risikoarten können versichert werden, sondern müssen von ihrem Risikoträger selbst getragen werden. Wünscht der Risikoträger einen Risikotransfer auf einen Versicherer, so muss dieser die Versicherbarkeit des Risikos einschätzen. Dabei spielt der Versicherungsmarkt für den Risikotransfer eine große Rolle. Erzielen beide Marktteilnehmer (Versicherungsnehmer und Versicherungsunternehmen) einen Nettonutzen, kommt es zum Abschluss eines Versicherungsvertrages. Bei unbefriedigter Versicherungsnachfrage sind die Prämiengebote des Versicherungsnehmers zu gering, bei nicht angenommenen Versicherungsangebot die Prämienforderungen des Versicherers zu hoch. Solange eine ausreichend hohe Prämie erzielt werden kann, werden Risiken auch versichert. Mathematisch ausgedrückt, muss der Prämiensatz {\displaystyle \pi } höher sein als die Schadenswahrscheinlichkeit {\displaystyle p} und der Sicherheits- und Betriebskostenzuschlag {\displaystyle \beta }:
{\displaystyle \pi >p+\beta }.
Die Grenzen der Versicherbarkeit können mithin nicht nur durch versicherungsmathematische Kriterien bestimmt werden, sondern auch durch ökonomische.

## Ökonomische Merkmale der Versicherbarkeit
Allerdings kann es bei gegebener Nachfrage auch zu gar keinem Angebot kommen (Angebotslücke). Das liegt daran, dass der Versicherer die Merkmale des zu versichernden Risikos negativ einschätzt und ein Risiko als nicht versicherbar einstuft. Zu den Merkmalen der Versicherbarkeit gehören Zufälligkeit, Schätzung, Eindeutigkeit, Unabhängigkeit und Größenmerkmale der Schadenverteilung, insbesondere Schadengrößen. Zufälligkeit ist die notwendige Ungewissheit über Entstehung und/oder Zeitpunkt und/oder Größe des Schadens sowie die Unabhängigkeit des Versicherungsfalls vom Willen oder Einfluss des Versicherungsnehmers. Vielfach ist Fahrlässigkeit mitversichert, manchmal ist grobe Fahrlässigkeit mitversichert (etwa Haftpflichtversicherung) oder sogar der Vorsatz (etwa Selbstmord in der Lebensversicherung nach Wartezeit). Die Schätzung der Schadenverteilung bedient sich des Erwartungswerts und der Streuung und untersucht die Schadenpotenziale, die Eindeutigkeit ergibt sich aus Versicherungsarten und dort der genauen Definition der versicherten Schadensereignisse. Die Unabhängigkeit der versicherten Schadenverteilungen untereinander ist gegeben, wenn nicht durch ein Ereignis zufällig die Schadensverwirklichung bei weiteren versicherten Fällen ausgelöst wird (wie beim Kumul). Gewisse Abhängigkeiten gelten allerdings als versicherbar. Bei der Schadenhöhe ist die quantitative Grenze der Versicherbarkeit beim wahrscheinlichen Höchstschaden erreicht.

## Versicherungstheoretische Ansätze
Beim empirisch-induktiven Ansatz gilt ein Risiko als versicherbar, wenn es auf dem Versicherungsmarkt tatsächlich versichert werden kann. Der theoretisch-deduktive Ansatz macht sich zunutze, dass es für neuartige Risiken (zunehmende Naturkatastrophen, Terrorismusrisiken oder Umweltrisiken) zunächst keinen Versicherungsschutz auf dem Versicherungsmarkt gibt, aber im Laufe der Zeit Versicherungslösungen gefunden werden. Der deduktive Ansatz versucht, abstrakt zu klären, welche Merkmale ein Risiko in theoretischer Hinsicht erfüllen muss, um versichert zu werden. Ein weiterer Faktor, der die Versicherbarkeit beeinflusst, ist die Risikoneigung eines Versicherers. Ist er risikoavers, wird er neuartige Risiken nicht versichern; umgekehrt verhält es sich bei der Risikofreude.
Der folgende Katalog erfasst die Kriterien der Versicherbarkeit:
| Kategorie               | Kriterium | Eigenschaft                                                               |
| ----------------------- | --- | ------------------------------------------------------------------------- |
| Versicherungsmathematik | Risiko/Ungewissheit Schadensereignisse Höchstschaden Durchschnittsschaden Schadenshäufigkeit Moral Hazard, Adverse Selection | messbar unabhängig voneinander beherrschbar moderat hoch nicht ausgeprägt |
| Versicherungsmarkt      | Versicherungsprämie Deckungsgrenzen Branchenkapazität                                                                        | angemessen akzeptabel ausreichend                                         |
| Gesellschaft            | moralische Werteordnung Rechtssystem                                                                                         | Versicherungsbedürfnis Erlaubnis                                          |

## Aufsichtsrechtliche Vorgaben
Das frühere Bundesaufsichtsamt für das Versicherungswesen hatte 1981 die Versicherung von Lösegeldforderungen (Lösegeldversicherung) bei entführten oder mit Gewalt bedrohten Personen als Verstoß gegen den ordre public (Sittenwidrigkeit gemäß § 138 Abs. 1 BGB; Art. 6 EGBGB) stets abgelehnt, weil damit die Gefahr des erpresserischen Menschenraubes gefördert würde. Ein Verstoß gegen den ordre public wurde auch in den Fällen angenommen, in denen Versicherer im Rahmen von Rückruf- und Produktschutzversicherungen den erpressten Unternehmen die Zahlung eines Schutzgeldes zur Vermeidung von Produktvergiftungen usw. ersetzen wollten.
Diese generelle Ablehnung wurde im Juli 1998 durch die heutige Versicherungsaufsicht BaFin aufgegeben, wenn der Betrieb dieser Versicherungen im Einklang mit dem ordre public steht. Dabei ist zu berücksichtigen, dass diese besonders sensibel zu handhabenden Versicherungsverträge ein hohes Maß an Geheimhaltung verlangen und die Ermittlungsarbeit der Polizei nicht behindern. Außerdem muss ein kollusives Zusammenwirken zwischen Tätern, Opfern oder Mitarbeitern des Versicherers vermieden werden; auch weitere Voraussetzungen sind von den Versicherern zu erfüllen.
Die Versicherbarkeit politischer Risiken im Außenhandel setzt voraus, dass die Schadenskosten schätzbar sind, eine unabhängige Schadensverteilung gewährleistet ist, der Schaden eindeutig ist und durch Zufall eingetreten ist. Bei politischen Risiken ist die Versicherbarkeit wegen Informationsasymmetrie und dynamischer Risikostrukturen eingeschränkt auf die Exportkreditversicherung.
Die Prüfung der Versicherbarkeit durch die Versicherungsaufsicht erfolgt demnach durch dieselben versicherungsbetrieblichen Kriterien der Versicherbarkeit, denn der Verstoß gegen den ordre public betrifft die moralische Werteordnung und das Rechtssystem Deutschlands. Rechtsgrundlage ist § 294 Abs. 2 VAG, wonach die Aufsichtsbehörde den gesamten Geschäftsbetrieb der Versicherer überwacht. Nach § 298 Abs. 1 VAG kann die Aufsichtsbehörde alle Maßnahmen ergreifen, die geeignet und erforderlich sind, um Missstände zu vermeiden oder zu beseitigen. Dazu gehört auch die Untersagung neuer Versicherungsarten.

## Wirtschaftliche Aspekte
Ein mit Sicherheit eintretendes Ereignis ist nicht sinnvoll versicherbar, weil schon die Risikoprämie der Höhe des (sicheren) Schadens entsprechen müsste; hinzu kämen noch die Verwaltungskosten. Dagegen bedarf ein Ereignis, das mit Sicherheit nicht eintreten wird, keines Schutzversprechens; der Schadenseintritt muss also vom Zufall geprägt sein. Die objektive Versicherbarkeit besteht aus allen Risiken, die von professionellen Risikoträgern gedeckt würden, die für deren Deckung überhaupt in Frage kommen. Wird die Versicherbarkeit von bestimmten Risiken durch die Versicherungswirtschaft verneint, bleiben den Risikoträgern die Alternativen anderer Risikobewältigungen, der Selbstversicherung oder der Nichtversicherung.